# 東国

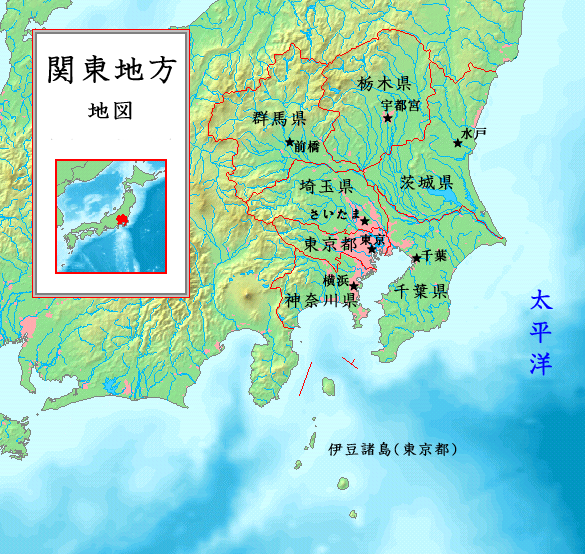
現代の関東地方。天武天皇以降の「坂東」、鎌倉時代以降の「関東」は、おおよそ同じ地域を指す。

東国（あづまのくに）とは、近代以前の日本における地理概念の一つ。「アヅマ」および「アヅマノクニ」はサツマと対になる言葉で、ツマには端という意味があり、大和王権から見て端・辺境・辺鄙な土地のことを指す。辺境の異民族への王化政策の過程で発生した語とされる。上古から用いられてきた大和言葉（和語）と考えられ、「アヅマノクニ」は「アヅマ（※そういう名の特定地域）が所在する土地」、もしくは「東の国」「東方（東の方）の土地」などを意味した。特定地域を指さない「アヅマ」は、縄文時代から弥生時代にかけての時代の文化圏としての東日本（当時の西日本と対比される東日本） とほぼ一致する越後国・信濃国・三河国以東の地域を指すことが多い。また飛鳥時代以降では、美濃国・信濃国・遠江国の東側からエミシ世界との境界まで、ヒナとエミシ世界の間がアヅマの領域であるとされる。
漢字を用い始めて間もない時代の用字には「吾嬬」「吾妻」「我姫」「阿豆麻」があった。その後も定義としては曖昧さを多分に含む語として推移する。
天武天皇の頃（飛鳥時代）から東海道諸国を「アヅマ」「アヅマノクニ（東国）」と呼ぶようになり、
それまでの「アヅマ」のうち足柄峠の坂の東・碓氷峠の山の東を「坂東（ばんどう）・山東（さんとう）」と呼び始めて、
奈良時代初頭ごろまでに定着した。なお、奈良時代における『関東』という語は三関（伊勢国鈴鹿関・美濃国不破関・越前国愛発関、後に伊勢国鈴鹿関・近江国逢坂関・美濃国不破関）以東を指し、中部地方を含んでいた。天安元年（857年）には近江国逢坂関・大石関・竜華関が設定され「三処之関」として機能している。『関東』が今の関東地方を指すようになるのは鎌倉時代以降である。奈良時代の防人を出す諸国は東国からと決められており、万葉集の東歌（あづまうた）や防人歌は当時の「アヅマノクニ（東国）」に帰するものである。
音読みで東国（とうごく）ともいうが、こちらは畿内から見て東の諸国を指し、西国（さいごく）と対義である。
なお、坂東と区別して東北地方以北は蝦夷（えみし）あるいは陸奥（みちのく）と呼ばれるようになった。

## 概要
「日本」という国号が定められる前、「ヤマト」がそのまま国全体を指す言葉として使われていた当時――7世紀中葉以前の古代日本においては、現在の東北地方北部はまだその領域に入っておらず、東北地方南部から新潟県の中越・下越地方及び九州南部は未だ完全に掌握できていない辺境であり、ヤマトの支配領域は関東地方・北陸地方から九州北部までであった。つまり、「アヅマ」とは、「ヤマト」の東側――特にその中心であった奈良盆地周辺より東にある地域を漠然と指した言葉であったと考えられている（ただし、初めから「アヅマ」を東の意味で用いていたものなのか、それとも元々は別の語源に由来する「アヅマ」と呼ばれる地名もしくは地域が存在しておりそれがヤマトの東方にあったために、後から東もしくは東方全体を指す意味が付け加えられたものなのか、については明らかではない）。
「アヅマ」や「アヅマノクニ」という語は元から漠然としたもので、確かな定義をもって用いられてきたわけではないため、時代が進むにつれてそれらを指す地理的範囲について様々な考え方が生じたのである。

## 東下り
東下り/東下（あづまくだり）とは、近世以前の日本社会における地方と移動に関する用語の一つで、都（首都）から東の方・地方（東国）に行くこと、または、京の都（平安京）から坂東（関東地方の古称）に行くこと。東下（とうか）ともいう。

## 分類

### 鈴鹿関・不破関東側
これは古代（恐らくは律令制成立以前）に畿内を防御するために設置されたとされている東海道鈴鹿関、東山道不破関、北陸道愛発関の三関のうち古くから大和朝廷と関係が深かった北陸道を除いた鈴鹿・不破両関よりも東側の国々を指すものである。
事実上、畿内の東部に位置する地域である。概ね敦賀湾－伊勢湾構造線の東側に相当する。
壬申の乱では、大海人皇子（後の天武天皇）が、「東国」に赴いて尾張国・伊勢国・美濃国を中心とした兵に更に東側の国々の援軍を受けて勝利した。

### 大山（日本アルプス）東側
これは律令制に導入された防人を出すべき「東国」として定められたのが遠江国・信濃国以東（陸奥国・出羽国除く）13ヶ国に限定されており（『万葉集』の「防人歌」にもこれ以外の国々の兵士の歌は存在していない）、これは現在の日本アルプスと呼ばれる山々の東側の地域（概ね糸魚川静岡構造線の東側の地域）と規定する事が可能である。
倭の五王の1人とされる「武」が中国南朝の宋に出した上表文には「東の毛人（蝦夷）55ヶ国を征す」と記され、また『旧唐書』日本伝によれば、日本の東界・北界には大山横切りその外側に毛人が住む」とある。この大山こそが現在の日本アルプスでその外側の毛人（即ち毛野国の領域）が住む地を日本でいう東国であると考えられる。
更に鎌倉幕府が成立した際に幕府が直接統治した国々が「東国」13ヶ国と陸奥・出羽両国であり陸奥・出羽が後世に朝廷に掌握された土地であると考えると、大山（日本アルプス）より東側＝東国という図式がこの点でも成立する。

### 足柄峠・碓氷峠以東（坂東・山東）
今日では関東地方と称せられるこの地域を坂東・山東・東国と呼ぶ例が多い。
日本神話の英雄日本武尊（倭建命）が東国遠征の帰りに途中で失った妻（弟橘媛）のことを思い出して、東の方を向いて嘆き悲しみ、碓日坂において東側の土地を「吾嬬（あづま）」と呼んだと伝えられている。ところが、その土地については『古事記』は足柄坂（足柄峠）、『日本書紀』は碓氷山（碓氷峠）であったとされている。
この逸話を直ちに実話とすることは不可能ではあるが、奈良時代の律令制において足柄坂より東の東海道を「坂東（ばんとう）」・碓氷山より東の東山道（未平定地の陸奥・出羽を除く）を「山東（さんとう）」と呼んだ。
後に蝦夷遠征のための補給・徴兵のための命令を坂東・山東に対して命じる事が増加し、やがて両者を一括して「坂東」という呼称が登場した。その初出は『続日本紀』神亀元年（724年）の記事を最古とする。以後、従来の五畿七道とは別にこれらの国々を「坂東」の国々あるいは「坂東」諸国として把握されるようになり、蝦夷遠征への後方基地としての役目を果たすようになった。
その後も地理的に一定の区域を形成したこの地区を1つの地区として捉える考え方が定着し、その呼称も短縮されて「東国」とも呼ばれるようになったと考えられている。

### その他
主に現代において、東日本のことを指すこともある。ただし、東日本と西日本の境界については諸説ある。
また、古代〜近世において、畿内の東側にある国を総称して指すこともあった（北陸除く）。具体的には五畿七道の東海道・東山道（近江国除く）である。東北においては前述の通り古くは国内という概念がなかったとされるが、時代が進むと東北もその範疇に加わった。また、北海道も後の時代には東国の概念に加わることもあった。
滋賀県大津市、滋賀県庁近くに吾妻川という川が流れている。県庁正門前、旧東海道との交点にある旧境川町について解説した標柱によると、大津宿を出てこの川を越えると東国であると認識があったためこの名が付いたとある。すなわち近江国を東国に含めるという概念である。

## 開発
飛鳥時代から平安時代にかけては、朝廷の政策により、朝鮮半島から多数の渡来人・難民が東国方面に移住・入植した記録が残っている(以後 途絶えた訳では無い)。六国史を始めとする記録からは、これら半島出身者の東国への移住が、朝廷により逐一把握されていたことが分かる。
- 推古天皇9年（601年）、対馬に到った新羅の間諜迦摩多を捕えて貢上し、上野に流す。[17]
- 斉明天皇6年（660年）、百済が唐俘100余人を献上する。今の美濃国不破郡・片縣郡の唐人等である。[18]
- 天智天皇4年（665年）、百済の百姓男女400余人を近江国神前郡に居住させ[19]、3月に田を支給する。[20]
- 天智天皇5年（666年）、百済人の男女2000人以上を東国に移住させる。凡そ緇素（出家者と非出家者）を択ばず。癸亥年より3年間、同様に官食を給賜する。[21]
- 天智天皇8年（669年）、佐平餘自信、佐平鬼室集斯等、男女700余人が近江國蒲生郡に遷居する。[22]
- 天武天皇4年（675年）、筑紫より唐人30口を貢し遠江国に安置する。[23]
- 天武天皇13年（684年）、百済人の僧尼及び俗人の男女23人を武蔵国へ移す。[24]
- 朱鳥元年（686年）、新羅沙門行心が謀反し、飛騨国の伽藍に徙す。[25]
- 持統天皇元年（687年）、投化した高麗56人を、常陸国に居住させ、[26] 投化した新羅人14人を下野国に配する。[27] また、新羅の僧侶及び百姓の男女22人を武蔵国に移住させる。[28] いずれも土地と食料を給付し、生活が出来るようにする。
- 持統天皇2年（688年）、百済の敬須徳那利を甲斐国に移す。[29]
- 持統天皇3年（689年）、投化した新羅人を、下毛野に居住させる。[30]
- 持統天皇4年（690年）、帰化した新羅の韓奈末許満等12人を武蔵国に居住させる。[31] また、帰化した新羅人等を下毛野国に居住させる。[32]
- 霊亀元年（715年）、尾張国人の席田君邇近及び新羅人74家が美濃国を本貫地とし、席田郡を建てる。[33]
- 霊亀2年（716年）、駿河・甲斐・相模・上総・下総・常陸・下野七カ国の高麗人1799人を武蔵國に移し、初めて高麗郡を立てる。[34]
- 天平5年（733年）、武蔵国埼玉郡の新羅人徳師等の男女53人に請われ、金姓とする。[35]
- 天平宝字2年（758年）、日本に帰化した新羅の僧32人、尼2人、男19人、女21人を武蔵国の閑地に移住させ、初めて新羅郡を置く。[36]
- 天平宝字2年（758年）、美濃国席田郡の子人・吾志等、賀羅造を賜姓される。[37]
- 天平宝字4年（760年）、帰化した新羅人131人を武蔵国に置く。[38]
- 天平宝字5年（761年）、新羅征討に備え、美濃・武蔵各国の少年20人ずつに、新羅語を習わせる。[39]
- 天平神護2年（766年）、上野国の新羅人子午足ら193人が吉井連を賜姓される。[40]
- 宝亀11年（780年）、武蔵国新羅郡人の沙良・眞熊等2人が広岡造を賜姓される。[41]
- 延暦7年（788年）、美濃國厚見郡人の羿鹵濱倉が美見造を賜姓される。[42]
- 延暦8年（789年）、信濃国筑摩郡人の後部牛養が田河造を賜姓される。[43]
- 延暦16年（797年）、信濃国人の前部綱麻呂が安坂姓を下賜される。[44]
- 延暦18年（799年）、百済姓の甲斐国人190人、高麗姓の信濃国人12人等、朝廷に願い出て日本姓を下賜される。[45]
- 弘仁5年（814年）、化来した新羅人加羅布古伊等6人を美濃国に配す。[46]
- 弘仁11年（820年）、遠江国・駿河国に配された新羅人700人が反逆する。（弘仁新羅の乱）[47]
- 天長元年（824年）、新羅人辛良、金貴賀、良水白等54人を陸奥国に安置し、法により復を給し、乗田を口分田に充てる。[48]
- 天長10年（833年）、罪人の百濟王愛岑を元は安房國に配したが、今は参河國に移す。[49]
- 承和10年（843年）、出羽国河辺郡の奈良己智豊繼等5人が大瀧宿祢を賜姓される。[50]
- 貞観12年（870年）、新羅人20人の内、清倍、鳥昌、南卷、安長、全連の5人を武蔵国に、僧香嵩、沙弥傳僧、關解、元昌、卷才の5人を上総国に、潤清、果才、甘參、長焉、才長、眞平、長清、大存、倍陳、連哀の10人を陸奧国に配する。[51]